# Soutelo (Vila Verde)
Soutelo é uma povoação portuguesa sede da Freguesia de Soutelo do Município de Vila Verde, freguesia com 4,71 km² de área e 2124 habitantes (censo de 2021), tendo, por isso, uma densidade populacional de 451 hab./km².

## Demografia
A população registada nos censos foi:
| Distribuição da População por Grupos Etários | Distribuição da População por Grupos Etários | Distribuição da População por Grupos Etários | Distribuição da População por Grupos Etários | Distribuição da População por Grupos Etários |
| -------------------------------------------- | -------------------------------------------- | -------------------------------------------- | -------------------------------------------- | -------------------------------------------- |
| Ano                                          | 0-14 Anos                                    | 15-24 Anos                                   | 25-64 Anos                                   | > 65 Anos                                    |
| 2001                                         | 348                                          | 348                                          | 1024                                         | 266                                          |
| 2011                                         | 345                                          | 237                                          | 1228                                         | 292                                          |
| 2021                                         | 306                                          | 226                                          | 1193                                         | 399                                          |

## Património
- Casa da Torre (legada à Companhia de Jesus pelos Viscondes da Torre em 1950)
- Pelourinho de Larim (situado na Casa da Torre)
- Igreja de Soutelo (estilo barroco, reedificada na segunda metade do século XVIII)
- Santuário de Nossa Senhora do Alívio (estilo neogótico)
- Ponte do Bico

## História
Aqui vivia, e era senhora desta vila (de Larim na altura), a riquíssima D. Flâmula (ou Chama) senhora também de outras muitas vilas e castelos. Era sobrinha da celebre condessa Mumadona Dias, senhora de Guimarães e fundadora do mosteiro de S. Mamede e tia de D. Ramiro II de Leão.
Foi sede do concelho de Larim juntamente com a freguesia de Turiz e uma parte da freguesia da Lage.  Em 1840 pertencia ao concelho de Vila Chã e Larim. Quando este foi extinto em 24 de Outubro de 1855, passou para o concelho (atual município) de Vila Verde.

## Lugares
Localidades da Freguesia de Soutelo, para além da sede: Ameal, Bouça, Burgueiros, Cachada, Calvário, Casal, Cerdeira, Codeçoso, Cruz, Devesa, Eira Velha, Fonte, Fontela, Fundevila, Gandra, Igreja, Lagoa, Larim, Lerdeira, Padrão, Poça, Quelha da Igreja, Ribeira, Sampaio, Souto e Torre.

## Nascente do Gestal
Nas proximidades da confluência entre o rio Homem e o rio Cávado, no lugar da Ribeira,  encontra-se uma nascente hidromineral, conhecida como Nascente do Gestal. A construção da mina está datada de 1915.
É uma água sulfúrea, com formas reduzidas de enxofre na sua estrutura química principal e virtudes terapêuticas pouco estudadas.